# Lizzia fulgurans
Lizzia fulgurans är en nässeldjursart som först beskrevs av Agassiz 1865.  Lizzia fulgurans ingår i släktet Lizzia och familjen Bougainvilliidae. Inga underarter finns listade i Catalogue of Life.